# Río Cuarto
Río Cuarto je město nacházející se v provincii Córdoba v Argentině. Leží v centrální části země. Při sčítání lidu v roce 2010 mělo město 157 010 obyvatel (bez předměstí). Založeno bylo v roce 1786 a svůj název sdílí se stejnojmennou řekou, která oblastí protéká. Město je významným zemědělským centrem.